# 張可昭
張可昭( 英語：Carl K Chang)是華裔美国計算機科學家。他曾任愛荷華州立大學計算機學系 （页面存档备份，存于）的系主任(2002-2013)及IEEE （页面存档备份，存于） Computer Society （页面存档备份，存于）主席(2004)。

## 生平
張可昭曾獲得國立中央大學數學系學士，北伊利諾大學計算機科學碩士，以及西北大學計算機科學博士學位。
張教授他曾在GTE Automatic Electric （页面存档备份，存于）和貝爾實驗室工作。1984年，他加入了伊利諾大學芝加哥分校，擔任研究生主任及國際軟件工程中心的負責人。
2001年7月加入奥本大學擔任Institute for Mobile, Pervasive and Agile Computing Technology創院院長。2002 年7月加入愛荷華州立大學擔任計算機科學系 （页面存档备份，存于）系主任，至2013年下任，現為該系資深正教授，及軟件工程實驗室 （页面存档备份，存于）和智能家居實驗室 （页面存档备份，存于）主任。
2004年當選為IEEE Computer Society （页面存档备份，存于）主席，其他重要職務包括IEEE Software （页面存档备份，存于）總编輯 (1991-1994年) ， IEEE Computer （页面存档备份，存于）總编輯 (2007-2010年) 等。也曾貢獻于 Advisory Council of the Internet Society (ISOC) （页面存档备份，存于）。
在計算機科學教育方面，目前已經指導至少38位來自全球各國的博士生及近250位碩士生等，也代表IEEE和ACM代表Peter Denning （页面存档备份，存于）共同主持過由美國國家科學基金會（National Science Foundation）資助的Computing Curricula 2001計劃，並且出版CC2001 （页面存档备份，存于）報告，為21世紀計算機科學教育的藍圖。
張教授是歐洲科學院（European Academy of Sciences －EurASc （页面存档备份，存于））終身院士 (Life Member)、IEEE終身會士（Life Fellow）及 AAAS （页面存档备份，存于）會士（Fellow）。張教授得過的榮譽，包括IEEE Millennium Medal千年獎章，IEEE Richard E. Merwin （页面存档备份，存于） Medal獎章，保加利亞科學院Marin Drinov （页面存档备份，存于） Medal 獎章，台灣國立中央大學2014年傑出校友獎 （页面存档备份，存于），中國計算機學會 （页面存档备份，存于） 2014海外傑出貢献獎，以及2019年獲得日本情報處理學會（Information Processing Society of Japan – IPSJ） （页面存档备份，存于）外國榮譽會員獎 （页面存档备份，存于）（Honorary Member）。
張教授近来的主要研究興趣包括軟體工程、需求工程、服務計算 （页面存档备份，存于）、智慧家庭及智慧養老照護等。